# Legión Peruana de la Guardia
La Legión Peruana de la Guardia es una unidad histórica y emblemática del Ejército del Perú y desde su creación ha estado presente en varios acontecimientos importantes de la historia nacional peruana.
Fue creada el 18 de agosto de 1821 por Decreto Protectoral del General Don José de San Martín, luego de proclamar la independencia del Perú, con el fin de que sea un cuerpo orgánico que patentice la organización del Ejército Peruano y para que con su ejemplo de valor y disciplina en las campañas sirviera de modelo a las demás unidades del Ejército Peruano.
La creación de la Legión Peruana de la Guardia se hizo siguiendo las normas de la época. Legión era un cuerpo del ejército que estaba compuesto por unidades de combate de las tres armas empleadas en aquella época por el ejército terrestre de línea: Infantería, Caballería y Artillería Ligera y la organización de la Legión Peruana de la Guardia se llevó a cabo considerando en su composición unidades de cada una estas tres armas. 
Los primeros integrantes de la Legión Peruana de la Guardia fueron los peruanos patriotas que decidieron luchar por la causa libertaria del Perú.
Su sede está actualmente en la Fortaleza del Real Felipe, en el Callao y su misión actual es presentarse en todas las ceremonias oficiales, con su Bandera de Guerra y Escolta.

## Reseña histórica

### Creación de la Legión Peruana de la Guardia
El 18 de agosto de 1821 fue creada por Decreto Protectoral la Legión Peruana de la Guardia, unidad del Ejército del Perú, que estaría al mando del Marqués de Torre Tagle José Bernardo de Tagle, inspector general de todas las guardias cívicas, y compuesta por: 
- Un batallón de infantería, formado por seis compañías (una de granaderos, una de cazadores y cuatro de fusileros).
- Dos escuadrones de caballería ligera y
- Una compañía de artillería volante.

El Batallón de Infantería estuvo al mando del coronel inglés Guillermo Miller; los dos escuadrones de Caballería, llamados Húsares del Perú estuvieron bajo las órdenes del Sargento Mayor Eugenio Necochea; y la compañía de Artillería volante estuvo a órdenes del capitán José Álvarez de Arenales.

### La Legión Peruana de la Guardia desde 1822 hasta la actualidad
En 1822 la organización de la Legión Peruana de la Guardia fue modificada y el batallón se convirtió en un Regimiento de Infantería compuesto de dos batallones llamados 1.º y 2.º Batallón Legión Peruana.
En 1824, el Regimiento "Legión Peruana" formaba como el batallón "Legión Peruana" con 25 jefes y oficiales, 79 clases y 331 soldados. Su primer jefe era el coronel José María Plaza.
En 1825, luego que se aprobara el primer Reglamento Orgánico de la Infantería y de la Caballería del Perú, el Batallón de Infantería N.º 1 y el Batallón Legión Peruana de la Guardia se convirtieron en el Regimiento "1.º Ayacucho”, por su destacado desempeño en la batalla del mismo nombre.
En 1827 el Regimiento 1º Ayacucho se desdobló y el Batallón de Infantería N.º 1 por ser el más antiguo tomó el nombre de Batallón de Infantería “Glorioso Ayacucho” mientras que al Batallón de Infantería “Legión Peruana” se le devolvió su nombre original.
Años después, el 6 de diciembre de 1862, un decreto del presidente Miguel de San Román, convirtió al primer batallón del Regimiento Pichincha en Legión Peruana N° 1.
En 1866 el Batallón Legión Peruana figura con el número 2 en el orden de batalla y en 1868 vuelve a ser el primero en el orden de batalla, hasta 1872 en que desaparece.
Durante la guerra del guano y del salitre (1879 – 1883) se organizó un batallón de infantería con el nombre de Legión Peruana y que pasó a formar parte del II Ejército Peruano del Sur acantonado en Arequipa. 
Cuando el 7 de noviembre de 1896 llega la primera misión militar francesa que reorganiza al ejército del Perú, esta, a partir del 6 de junio de 1902, suprime los nombres de las unidades de combate, quedando estas solo con su número en el orden de batalla y de esta manera el Batallón Legión Peruana pasa a llamarse Batallón de Infantería N° 1.
En 1915 los batallones de infantería son elevados a la categoría de regimientos de infantería, y el Batallón de Infantería N° 1 se convierte de Regimiento de Infantería N° 1. Esta categoría estuvo vigente hasta 1935.
Mediante la Resolución Suprema del 19 de septiembre de 1949, se restablecieron los nombres tradicionales de las unidades de combate, asignándosele al Batallón de Infantería N° 1 el nombre de Legión Peruana, el cual mantiene hasta hoy.
En 1968 al Batallón de Infantería Legión Peruana N° 1 se le convirtió en Batallón de Infantería Blindada y en 1972 es denominado Batallón de Infantería Motorizada Legión Peruana N° 1.
Como el ejército precisaba de una unidad ceremonial dedicada exclusivamente a rendir honores militares de ordenanza en las diversas ceremonias oficiales de la Guarnición de Lima y en los diversos actos protocolares, en agosto de 1986, dicha misión es asignada al Batallón de Infantería Motorizada Legión Peruana N° 1.

### Bautizo de fuego y campañas militares
- Participó en la primera y segunda expedición a puertos intermedios, siendo en la primera donde recibe su bautismo de fuego.
- En 1824 interviene en la Batalla de Ayacucho.
- En 1825 participa en la Campaña del Alto Perú.
- Interviene en las campañas de la confederación Peruano-Boliviana y en la guerra con Bolivia (1841 - 1842).
- En 1866 participa en el Combate del 2 de Mayo.
- Su última intervención en guerra convencional fue en 1941 en la campaña militar del norte y nor oriente (Batalla de Zarumilla).
- En 1965 es enviado a la región central a raíz de la aparición de brotes guerrilleros.

### Acciones de armas de las Unidades que pertenecen a la Legión Peruana de la Guardia

#### Del Batallón de Infantería Motorizada "Legión Peruana" N.º 1
- Batalla de Torata.
- Batalla de Moquegua.
- Batalla de Zepita.
- Batalla de Junín.[Nota 1]
- Batalla de Ayacucho
- Batalla de Portada de Guías
- Combate de Matucana
- Combate de Mecapaca
- Combate del 2 de Mayo.
- Batalla de Zarumilla

#### De la Batería de Artillería Volante de la Legión Peruana de la Guardia
- Batalla de Ayacucho.
- Batalla de Ingavi.
- Batalla del Alto de la Alianza.

#### Del Regimiento de Caballería "Glorioso Husares de Junin" N.º1 Libertador del Perú
- Batalla de Ayacucho.
- Batalla de Junín.
- Combate de Caucato
- Batalla de Zepita
- Campaña de Sucre en el Alto Perú
- Batalla del Portete de Tarqui
- Batalla de Socabaya
- Batalla de Portada de Guía
- Combate de Pisco
- Combate de la Sierpe
- Batalla de Ingavi
- Sitio y Asalto de Arequipa
- Combate de Quillagua
- Combate de Pampa Germania
- Batalla del Alto de la Alianza

## Uniformes

### Los primeros uniformes
Cuando el Generalísimo Don José de San Martín crea la Legión Peruana de la Guardia dispuso que los Granaderos lleven como prenda de cabeza colbacs hechos de piel de oso, los Cazadores, gorros iguales a los de los Riflemen ingleses, los fusileros, morriones a la francesa, los "Húsares del Perú" debían vestir como los Húsares ingleses y los de la Compañía de Artillería Volante como los de la artillería inglesa de a caballo.

### Los uniformes actuales
En 1977 se restauran los uniformes, de influencia francesa, de la Legión Peruana de la Guardia siendo su descripción como sigue:

#### Uniforme de los Fusileros
Morrión: (casco) Para el personal de Oficiales: hecho de paño azul bandera con penacho bicolor y escarapela bicolor sobre dos fusiles cruzados hacia el frente, con dos cordones de color dorado sujetados por una borla al lado izquierdo, carrillera de color dorado y barboquejo de metal dorado. Para el Personal de tropa: hecho de paño azul bandera con penacho bicolor y escarapela bicolor sobre dos fusiles cruzados hacia el frente, con dos cordones de color rojo sujetados por una borla al lado izquierdo, carrillera de color negro y barboquejo de metal dorado.
Casaca: Para el Personal de Oficiales: dormán tipo frac de paño azul bandera, con alamares dorados y con cuello y bocamangas forradas de paño ambos de color rojo y con vivos de color dorado en las bocamangas y una flor de lis encima de estas. En las partes externas anteriores del cuello lleva el número 1 que identifica a este personal como personal militar perteneciente al primer batallón de la infantería de línea del Ejército del Perú. Para el Personal de tropa: (frac) de paño azul bandera, con cuello y bocamangas forradas de paño ambos de color rojo y con vivos de color dorado en las bocamangas. En las partes externas anteriores del cuello lleva el número 1 que identifica a este personal como personal militar perteneciente al primer batallón de la infantería de línea del Ejército del Perú.
Charreteras: Doradas, con flequillos dorados, para el personal de oficiales y de paño rojo y con flequillos del mismo color, para el personal de tropa.
Cinturón de gala: Para los oficiales superiores es dorado y para los oficiales subalternos es dorado con una vena negra en el medio.
Correaje: Para los fusileros es de cuero, de color blanco y cruzado, con un tahalí para llevar la bayoneta.
Pantalón y camisa: Pantalón recto hecho de drill blanco, con una franja roja. La camisa es de tela blanca, llana y sin cuello.
Accesorios: los botines son rígidos, de cuero de color negro con espuelines metálicos y niquelados. También utilizan guantes blancos.
Armamento: los oficiales llevan una espada de acero con empuñadura y con guarnición dorada al fuego. La vaina niquelada con abrazadera fija y con ojal para asegurar la cadenilla mientras que el personal de tropa lleva fusiles modelo Máuser Original Peruano 1909 MOP.

#### Uniforme de los Artilleros
Morrión: (casco) Para el personal de Oficiales: hecho de paño azul bandera con penacho bicolor y escarapela bicolor sobre dos cañones cruzados hacia el frente, con dos cordones de color dorado sujetados por una borla al lado izquierdo, carrillera de color dorado y barboquejo de metal dorado. Para el Personal de Tropa: hecho de paño azul bandera con penacho bicolor y escarapela bicolor sobre dos cañones cruzados hacia el frente, con dos cordones de color rojo sujetados por una borla al lado izquierdo, carrillera de color negro y barboquejo de metal dorado. 
Casaca: Para el Personal de Oficiales: dormán de paño azul bandera, con alamares dorados y con cuello y bocamangas rígidas forradas de paño ambos de color rojo y con vivos de color dorado en las bocamangas y una flor de lis encima de estas. En las partes externas anteriores del cuello lleva dos cañones cruzados que lo identifican como personal del arma de artillería. Para el Personal de Tropa: (dormán) de paño azul bandera, con cuello y alamares de color rojo y bocamangas rígidas forradas de paño rojo. En las partes externas anteriores del cuello lleva dos cañones cruzados que lo identifican como personal del arma de artillería. 
Charreteras: Doradas, con flequillos dorados, para el personal de oficiales y de paño rojo y con flequillos del mismo color, para el personal de tropa.
Cinturón de gala: Para los oficiales superiores es dorado y para los oficiales subalternos es dorado con una vena negra en el medio.
Correaje: Para los artilleros es de cuero de color blanco, con hebilla rectangular, con un tiro hacia la derecha y con un tahalí para llevar la bayoneta.
Pantalón y camisa: breeches hecho del mismo color y material que el dormán, con una franja roja. La camisa es de tela blanca, llana y sin cuello.
Accesorios: las botas son rígidas, de tubo y de cuero de color negro con espuelines metálicos y niquelados. También utilizan guantes blancos.
Armamento: los oficiales llevan un sable de artillería de acero con empuñadura y con guarnición dorada al fuego. La vaina niquelada con abrazadera fija y con ojal para asegurar la cadenilla mientras que los artilleros llevan fusiles modelo Máuser Original Peruano 1909 MOP.

## Visión
Ser una Unidad Táctica de combate cada vez más eficiente, organizada con mandos y tropas de elevados y óptimos niveles cualitativos, motivadas y entrenadas para garantizar la defensa de la soberanía nacional así como para cumplir su misión protocolar.

## Misión
Por su condición de unidad ceremonial, además de ser una unidad de combate, la misión de la Legión Peruana de la Guardia es esencialmente protocolar y comprende principalmente lo siguiente:
- Rendir honores al Presidente de la República.
- Rendir honores a los Jefes de Estado durante sus visitas al Perú.
- Participar en las honras fúnebres que se realizan para las altas autoridades del Estado Peruano fallecidas.
- Participar en las ceremonias cívico-militares.

## Composición actual
En la actualidad la Legión Peruana de la Guardia está compuesta por:
- El Batallón de Infantería Motorizada "Legión Peruana" N.º 1, con sede en la Fortaleza del Real Felipe.
- El Regimiento de Caballería "Glorioso Húsares de Junín" N.º 1 - Libertador del Perú, con sede en el Comando de Educación y Doctrina del Ejército, y
- La Batería de Artillería Volante, con sede en la fortaleza del Real Felipe.

## Cuarteles y guarniciones

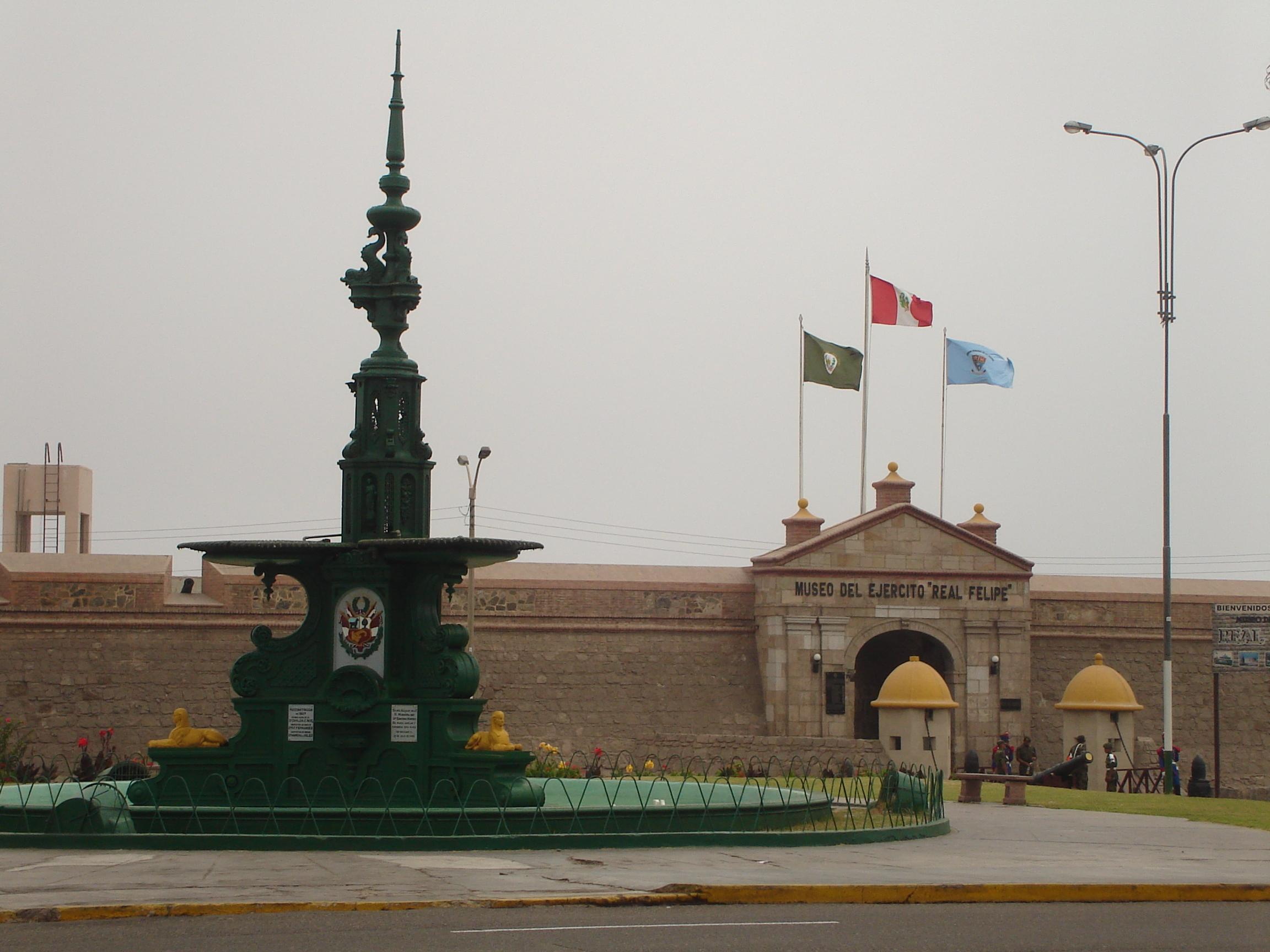
Frontis de la Fortaleza del Real Felipe, Cuartel de la Legión Peruana de la Guardia

En el siglo XX, con la reorganización francesa, a partir del 6 de junio de 1902, se destinó al Batallón (Regimiento desde 1915) de Infantería N.º 1, a la Guarnición de Lambayeque.
El Batallón de Infantería "Legión Peruana" N.º 1 luego de la campaña del norte y nor oriente de 1941 estuvo acantonado en Zorritos, Tumbes.
En 1963 la Unidad regresa a Lima y se instala en el Cuartel La Pólvora ubicado en el Cercado de Lima.
En enero de 1984 el Batallón de Infantería Motorizada "Legión Peruana" N.º 1 y la Batería de Artillería Volante de la Legión Peruana de la Guardia dejan el Fuerte La Pólvora para instalarse en la Fortaleza del Real Felipe (ocupada desde junio de 1980 por el Batallón de Infantería de Comandos "Guardia Chalaca" N.º 40), donde hasta nuestros días se encuentran acantonados. 
En cuanto al Regimiento de Caballería "Glorioso Húsares de Junín" N.º 1 este se encuentra acantonado actualmente en el Comando de Educación y Doctrina del Ejército (COEDE).